# محمد ربيع الجنيبي
محمد ربيع إبراهيم الجنيبي، إماراتي الجنسية، لاعب نادي العين لكرة اليد، من مواليد 1988. يلعب في مركز «دائرة». حصد مع الفريق العديد من البطولات على المستوى المحلي ومنها: كأس رئيس دولة الإمارات 2005,2006 وكأس الاتحاد 2005,2010.